# Basteistraße 18 (Bonn)

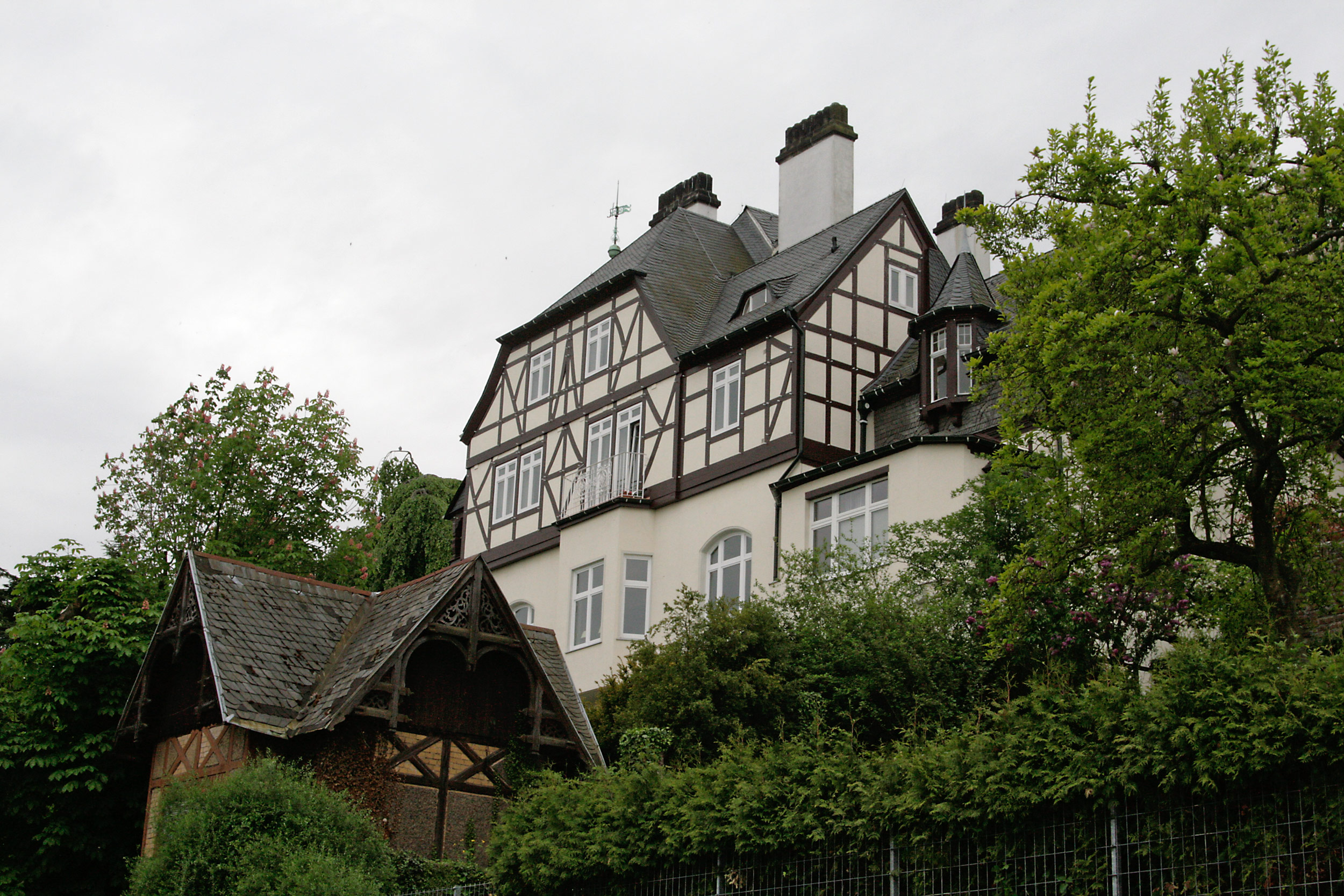
Villa Deichmann, Ansicht vom Von-Sandt-Ufer (2013)

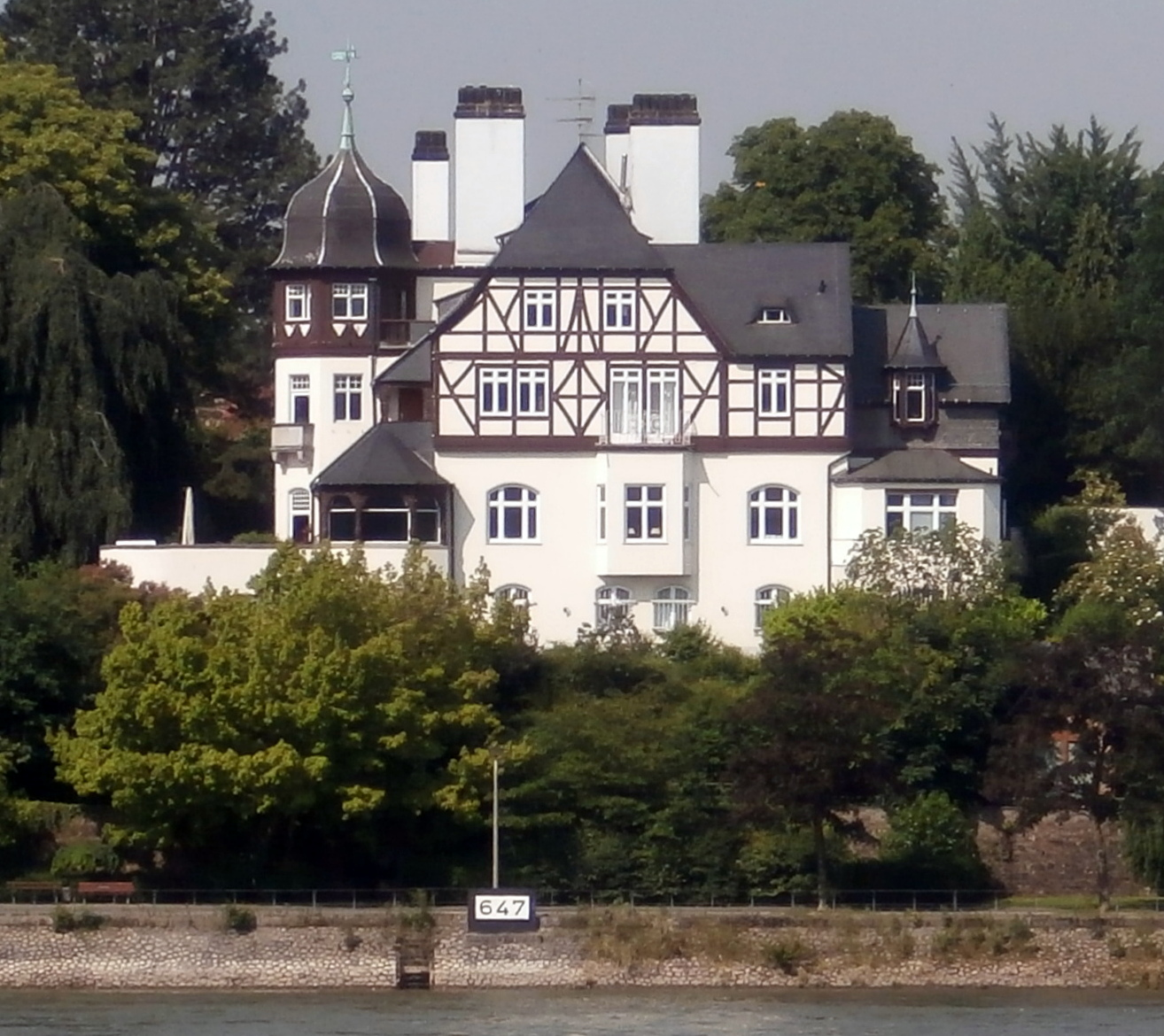
Villa Deichmann, Ansicht vom gegenüberliegenden Rheinufer (2013)

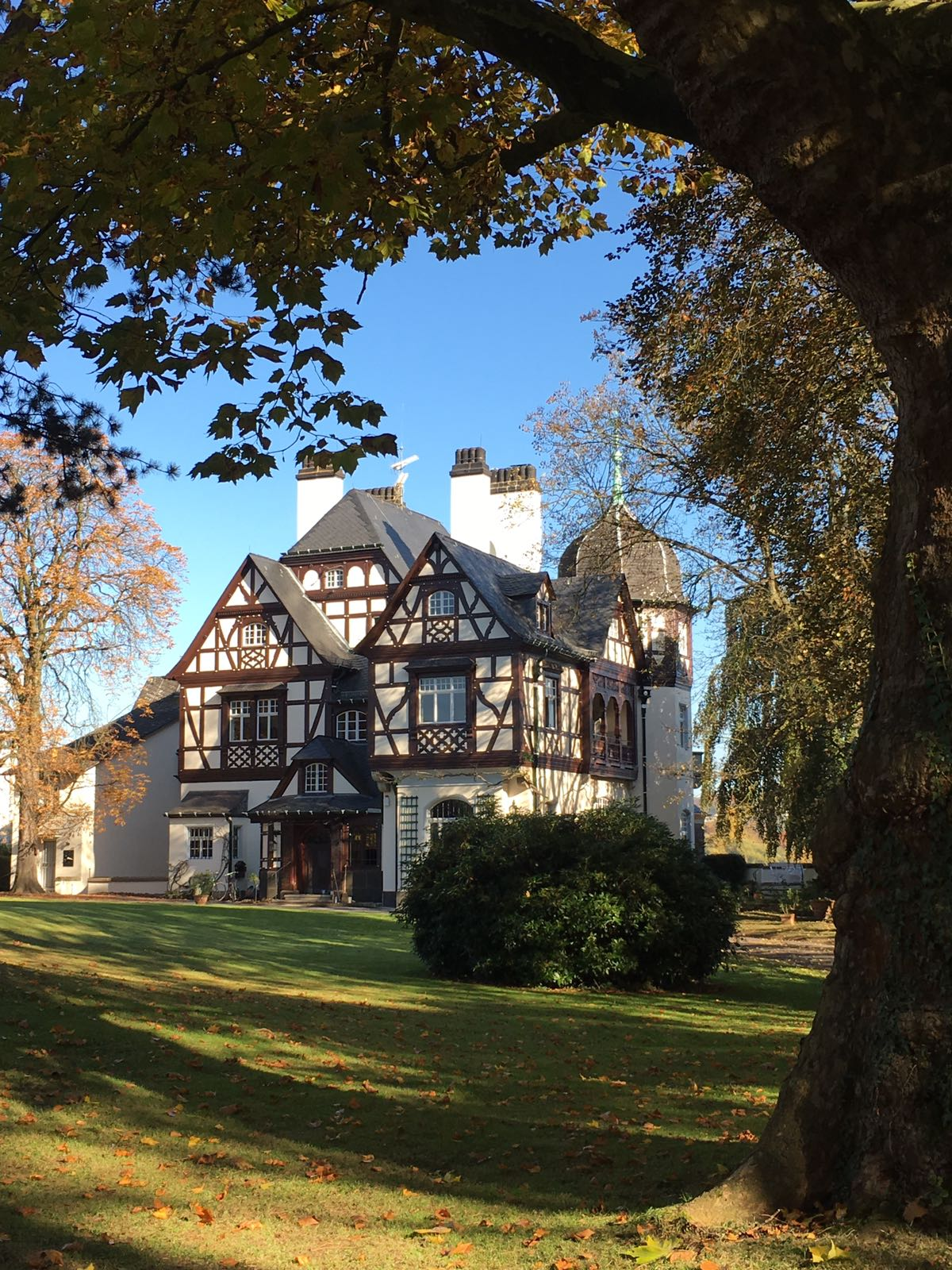
Ansicht vom Park

Das Gebäude Basteistraße 18 (auch Villa Deichmann) ist eine Villa in Rüngsdorf, einem Ortsteil des Bonner Stadtbezirks Bad Godesberg, die von 1900 bis 1902 errichtet wurde. Sie liegt oberhalb des Rheinufers (Von-Sandt-Ufer) am Ende einer von der Basteistraße ausgehenden Stichstraße. Die Villa wie auch das angrenzende Gärtnerhaus und die benachbarte ehemalige Deichmann'sche Remise stehen als Baudenkmäler unter Denkmalschutz.

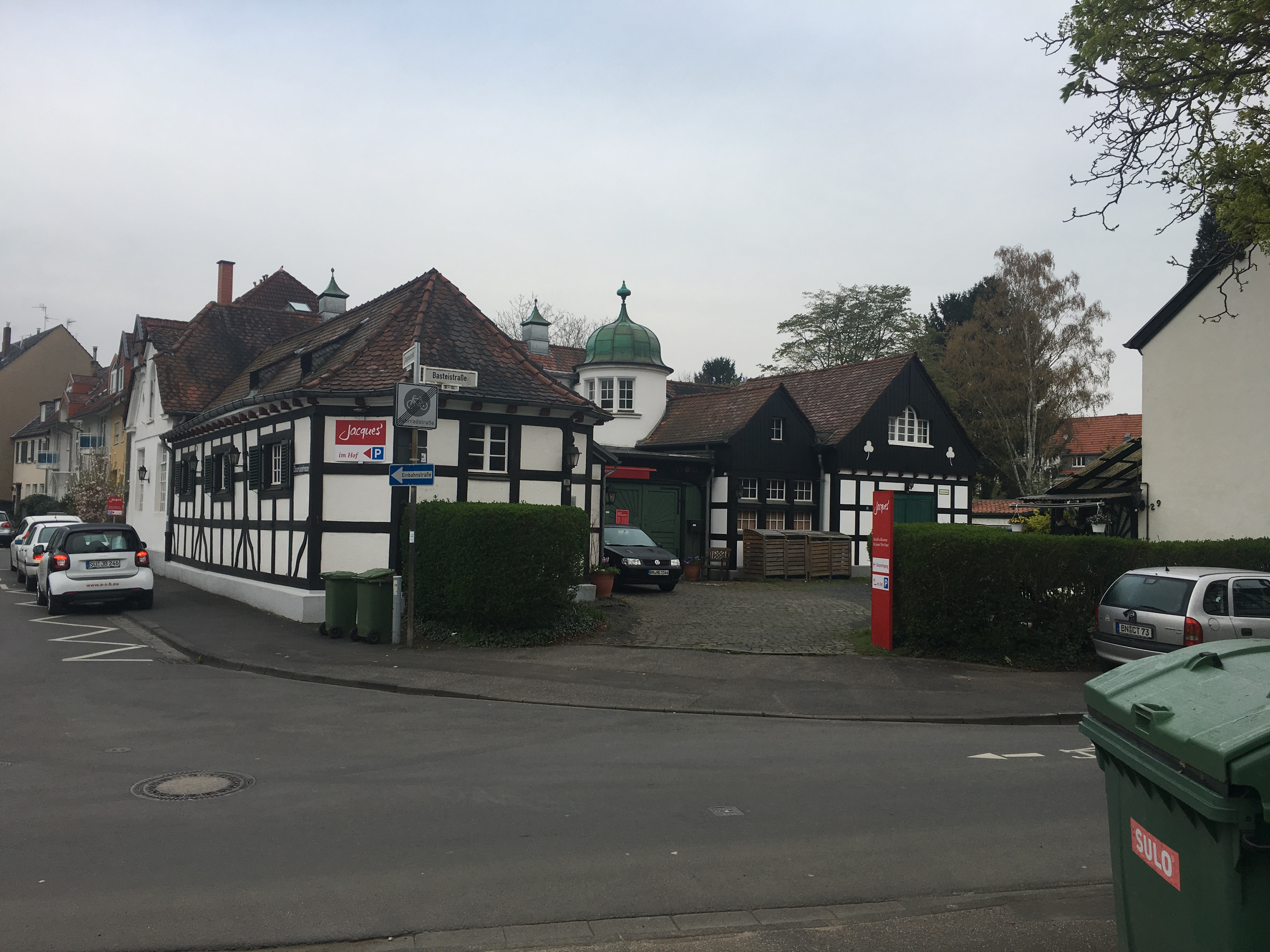
Deichmann'sche Remise, Basteistraße 31 (2018)

## Geschichte
Die Villa entstand als Sommerhaus nach einem Entwurf des Architekten und Hofbaumeisters Ernst von Ihne für den Bauherrn Otto Deichmann (1838–1911), einen Kölner Bankier. Otto Deichmann war einer der Teilhaber des Bankhauses Deichmann & Compagnie. Noch vor Errichtung des Gebäudes wurde ab August 1899 zunächst eine Futtermauer erstellt. Auf den Bauantrag von Oktober 1899 hin wurde im März 1900 die Baugenehmigung für die Villa einschließlich eines Pförtnerhauses und eines Zufahrtsweges erteilt. Nach ihrer Fertigstellung ließ Deichmann ab Mai 1902 noch eine straßenseitige Einfriedung des Grundstücks erstellen sowie bis 1903 durch den ortsansässigen Architekten Georg Westen schräg gegenüber der Einfahrt zur Villa ein Stallgebäude (Remise) mit Kutscherwohnhaus an der heutigen Basteistraße (Nr. 31) und ein Gewächshaus errichten. 1906 wurde ein rückwärtig angrenzendes Fachwerkhaus aus dem 19. Jahrhundert (Basteistraße 18a) zum Gärtnerhaus der Villa umgebaut und erweitert.  1911 wurde das dem Eingang benachbarte Dienerzimmer, vermutlich erneut nach Plänen von Ihnes, vergrößert. 
Im Zweiten Weltkrieg wurde die Villa am 20. Juli 1944 durch einen Bombentreffer schwer beschädigt und teilweise bis auf die Grundmauern zerstört, wobei der restliche Gebäudeteil bewohnbar blieb. Die anschließende Wiederherstellung erfolgte nur in provisorischer Weise. Erst 1984/85 wurde – im Zuge der Eintragung der Villa in die Denkmalliste der Stadt Bonn im Herbst 1984 – der Wiederaufbau des zerstörten Hausteils und die Rekonstruktion seiner Räume in Angriff genommen, um dort drei Wohnungen einzurichten. 1987 folgte die Instandsetzung des den Park der Villa zur Basteistraße abgrenzenden Tors. 1992–95 wurde die Wiederherstellung mit der Reparatur der Fassadenflächen, der Erneuerung der Dacheindeckung und der Rekonstruktion der ursprünglichen Kaminköpfe abgeschlossen. Das Anwesen befindet sich unverändert im Besitz der Familie Deichmann, die auch einen Teil des Hauses bewohnt. Mittlerweile wurde von der Familie Deichmann im Zusammenwirken mit den Denkmalschutzbehörden auch das an der Ufermauer gelegene Teehaus, welches wie die Remise eine Kopie des Haupthauses darstellt, umfassend saniert.

## Architektur
Die Villa ist zweigeschossig im Landhausstil mit Zierfachwerk ausgeführt und hinsichtlich der Gliederung des Baukörpers auf das Rheinpanorama ausgerichtet. Sie gilt als bedeutend für die Silhouette der Rheinfront von Rüngsdorf.